# Jython
Jython – implementacja języka Python działająca na wirtualnej maszynie Javy (JVM). Umożliwia integrację kodu Pythona z bibliotekami napisanymi w Javie oraz korzystanie z funkcjonalności JVM w aplikacjach Pythonowych.

## Historia
Projekt Jython rozpoczął się w 1997 roku jako "JPython". Celem było stworzenie interpretera Pythona w Javie. W 2000 roku projekt zmienił nazwę na Jython. Od tego czasu Jython był rozwijany jako narzędzie umożliwiające pisanie skryptów w Pythonie dla środowisk opartych na Javie.

## Funkcjonalność
Jython umożliwia:
- Uruchamianie kodu Pythona w środowisku JVM.
- Korzystanie z bibliotek Java bezpośrednio z poziomu Pythona[2].

- Tworzenie aplikacji, które integrują Pythona i Javę w tym samym środowisku.

Nie obsługuje jednak wszystkich funkcji najnowszych wersji Pythona, szczególnie tych wprowadzonych w Python 3.x (Jython 2.7 jest oparty na Pythonie 2.7).

### Przykładowy kod[2]
```
from java.util import ArrayList

lista = ArrayList()
lista.add("Pierwszy element")
lista.add("Drugi element")

for item in lista:
print(item)
```

Powyższy przykład pokazuje, jak można używać klas Java w kodzie Python uruchamianym na Jython.

## Zastosowania
Jython jest używany głównie w:
- Integracji istniejących bibliotek Java z aplikacjami Python.
- Tworzeniu skryptów automatyzujących procesy w środowisku JVM[1][3].
- Projektach, gdzie wymagana jest współpraca kodu Python i Java w tym samym środowisku.

## Wady i ograniczenia
- Brak wsparcia dla najnowszych funkcji Pythona 3.x[2].
- Mniejsza liczba dostępnych bibliotek specyficznych dla Pythona.
- Wydajność może być niższa w porównaniu do natywnego Pythona w niektórych zastosowaniach[3].